# Jared Spool
Jared Spool é um escritor norte-americano, pesquisador, palestrante, educador e especialista em temas de usabilidade, software e design. Ele é o fundador da User Interface Engineering, uma consultoria especializada em pesquisa e treinamento de usabilidade de interface, a maior organização de seu tipo no mundo. 

## Atuação
Jared Spool trabalha na área de usabilidade e design desde 1978, antes de o termo "usabilidade" ser frequentemente associado a computadores.

### Conquistas e prêmios
Sob a liderança de Spool, em 1996, a UIE lançou a User Interface Conference, encontro anual de experiência do usuário e design.
Entre 1998 e 2008, como membro do corpo docente adjunto na Universidade de Tufts, Spool criou e ensinou o currículo para o Design de Experiência do curso de Gestão em Tufts Gordon Institute.
Spool é palestrante profissional e já fez apresentações para The National Association of Government Webmasters,The National Association of Online Librarians, Higher Ed Webmasters, Agile 2009, South by Southwest Interactive, Web Advertising, Web Visions, Usability Professionals Association, CHI, the Information Architecture Summit, UX Australia, UX Lisbon, UX London, Drupal Con 2011, An Event Apart, Designing for People Amsterdam, UPA China, the Norwegian Computer Society, the British Computer Society, a SocieSociety for Technical Communication e Federal Webmasters Society.
Em 2011, o Prêmio Stevens foi dado a Spool, "por seu evangelismo da usabilidade e os resultados práticos de métodos e ferramentas, que tiveram uma vasta influência sobre a forma como fazemos sistemas eficazes."
Em 2013, esteve no Brasil como palestrante na conferência Interaction South America, evento realizado no Recife em 2013.